# Użyteczność całkowita
Użyteczność całkowita – suma użyteczności krańcowych z konsumpcji n jednostek dobra x.